# Ralph Nelson
Ralph Nelson (Long Island City, 12 agosto 1916 – Santa Monica, 21 dicembre 1987) è stato un regista statunitense.

## Biografia
Di discendenza norvegese, Ralph Nelson fu attivo sia in televisione che sul grande schermo: padre di Ted Nelson (uno dei padri dell'ipertesto), prestò servizio militare durante la seconda guerra mondiale, conoscendo al fronte lo sceneggiatore Rod Serling, con cui ebbe una duratura amicizia e collaborazione. Oltre a Ted, ebbe anche altri tre figli (Ralph, Peter e Meredith), avuti dall'attrice Celeste Holm. Il suo film più noto è il duro apologo western Soldato blu, in cui riversa le atrocità viste in guerra: il film, che si schiera dalla parte degli Indiani d'America, ha contribuito non poco al cambio di visione  radical chic del genere western durante gli anni settanta.

## Filmografia

### Regista
- Ai confini della realtà (The Twilight Zone) (1960) - ep. 36 - Serie Tv
- Una faccia piena di pugni (Requiem for a Heavyweight) (1962)
- Soldato sotto la pioggia (Soldier in the Rain) (1963)
- I gigli del campo (Lilies of the Field) (1963)
- Destino in agguato (Fate is a Hunter) (1964)
- Il gran lupo chiama (Father Goose) (1964)
- L'ultimo omicidio (Once a Thief) (1965)
- Duello a El Diablo (Duel at Diablo) (1966)
- Sinfonia di guerra (The Counterpoint) (1967)
- I due mondi di Charly (Charly) (1968)
- Soldato blu (Soldier Blue) (1970)
- Tick... tick... tick... esplode la violenza (Tick... tick... tick...) (1970)
- La collera di Dio (The Wrath of God) (1973)
- Il seme dell'odio (The Wilby Conspiracy) (1974)
- Perché è il mio amico (Because He's My Friend) (1978)
- La vita di Sally Stafford (Lady of the House) (1978)
- A Hero Ain't Nothin' but a Sandwich (1978)
- Tornerò alla mia terra (You Can't Go Home Again) (1979)

## Premi e riconoscimenti
- Primetime Emmy Awards
  - 1957 - Migliore regia di una serie drammatica puntate da un'ora o più - Playhouse 90, episodio Requiem for a Heavyweight[3]